# お嫁においで
「お嫁においで」（およめにおいで）は1966年6月15日に発売された加山雄三の楽曲。作詞:岩谷時子、作曲:弾厚作（加山雄三自身のペンネーム）、編曲:大橋節夫（お嫁においで）、森岡賢一郎（アロハ・レイ）。
2015年9月に加山雄三 feat. PUNPEE名義で、リミックス版「お嫁においで 2015」が配信開始、10月に12inchアナログで発売。

## 映画
同年10月20日には楽曲を元にした歌謡映画が公開された。製作、配給は東宝。カラー、東宝スコープ。同時上映は『落語野郎 大馬鹿時代』。

### 概要
加山雄三の同名のヒット曲を元にして製作された歌謡映画である。この頃、ほぼ円谷英二特技監督とのコンビによる一連の特撮映画のみを手がけるようになっていた、本多猪四郎監督による青春映画としても貴重な一作となっている。これは藤本真澄に演出を依頼された木下亮監督が辞退した為、藤本はその場で本多に連絡して急遽演出を依頼したという。本多のフィルモグラフィーの中でも本作が異彩を放つのは、このピンチヒッターとしての登板であり、本多が本当に撮りたかった題材だったかは不明。この後木下は監督契約を解除され路頭に迷いそうだったという。藤本のプロデュースした本多作品はこれ以外に『花嫁三重奏』があり、企画も幾つかある。
加山雄三が恋仲になった女性に横槍（田中邦衛ではなく黒沢年雄）が入るという内容は、「若大将シリーズ」を彷彿させる。ホテルの支配人役の有島一郎が、保の親から保が家出したことを聞かされて、「保が家出を!?…いや、あの、ご子息が家出」と言うシーンなどは、明らかに「若大将シリーズ」の久太郎のパロディである。お婆ちゃん役の飯田蝶子と有島一郎のやり取りもあり、「若大将シリーズ」の観客を意識した場面がちりばめられている。なお、『お嫁においで』をはじめとするヒット曲を加山雄三が劇中で歌い、一見、加山雄三主演映画に見えるが、松山善三の脚本における実質的な主人公は、露木昌子役の沢井桂子となっているのがこの作品のポイントである。

### ストーリー
露木昌子は貧乏長屋に住み都内のホテルのレストランで働くウェイトレス。ある朝、通勤途中にアベックの乗るエンストしていたスポーツカーを押して助けてあげた。その夜、昌子の働くレストランにそのアベックがやって来た。造船所の設計技師である須山保とその妹だった。保は昌子にぞっこんとなり、妹・葉子の後押しでホテルの裏口で昌子を待っていると、昌子の友人の兄でタクシー運転手の野呂が彼女を連れ去っていってしまう。そこで兄思いの葉子は、タクシー会社へ野呂を指名して遠出させ、その間に保が昌子と会うという計画を立てる。その作戦もあやうく失敗しかけるが、葉子のごり押しでなんとか成功する。保は昌子の恋人候補に立候補した。保と高級レストランで食事し、ヨットに乗り楽しむ昌子は幸福感に浸る。やがて保の熱烈なプロポーズを受けるのだが、野暮ったいが実直な野呂にも好意を持っている昌子は悩み苦しむ。野呂は喧嘩で決めようと保に決闘を臨むがこてんぱんにやられ、男らしい保に惚れて身を引く。一方、保の両親は良家の女性との見合い結婚を勧めていたが昌子の存在を知り、ホテルに手を回し昌子を馘首しようとする。怒った保は昌子に会いに行くのだった。自分から会社を辞めてきた昌子と出会った二人は、そのままホテルのレストランに入る。そして昌子は保のプロポーズへの返答をするのだった。

### キャスト
- 須山保：加山雄三[3]
- 露木昌子：沢井桂子[3]
- 須山葉子：内藤洋子
- 野呂高生：黒沢年男[3]
- つね子：原恵子
- 野呂道夫：田村亮[6]
- 須山良子：村田知榮子
- 黒川カズオ：内田裕也
- 露木みね：千石規子
- 黒川：高田稔
- 担ぎ屋のおばさん：飯田蝶子
- 須山義介：笠間雪雄
- レストランのボーイ長：加藤春哉
- 魚勝の主人：中山豊
- 邦子：松本めぐみ
- 体操の先生：大村千吉[3]
- 東京相互タクシー課長：田武謙三
- 東京相互タクシー運転手：沢村いき雄
- 照子：菱見地谷子
- 弓子：高橋厚子
- 久子：小林夕起子
- すみ子：若山真樹
- つぎ子：津木悠子
- 東京相互タクシー会計係：浦山珠実
- 藤田：鈴木和夫
- ホテルレストランの主任・有田：有島一郎
- 保の祖父：笠智衆[3]

※映画クレジット順
※以下、ノンクレジット出演者
- 露木敏子：工藤富子
- 露木光子：原地東
- 君子：栗本三枝子
- とみ子：岡嘉代子
- 幸子：角谷美佐子
- タクシーの客：勝本圭一郎、近藤征矢、鈴木治夫
- 電車の乗客：川又由希夫、黒木順、砂川繁視、中西英介
- 電車の乗客・酔っ払い：渋谷英男
- 電車の乗客・東京相互タクシー運転手：伊藤実、越後憲、清水良二（2役）
- 電車の乗客・レストランの客：坪野鎌之（2役）
- 電車の乗客・露木家の近所の主婦：東静子（2役）
- 電車の乗客・須山家の家政婦：記平佳枝（2役）
- 電車の乗客・酔っ払い・ホテルのバーテン・須山造船作業員：勝部義夫（4役）
- 東京相互タクシー運転手：荒木保夫、大塚秀男、成田孝、松原靖
- 東京相互タクシー運転手・須山造船作業員：庄司一郎（2役）
- 東京相互タクシー運転手・レストランのボーイ：関田裕（2役）
- 通行人・須山家の家政婦：川口節子（2役）
- 通行人：榊田敬二
- 漁師：伊原徳、加藤茂雄
- 保の友達：小松英三郎
- 保の友達・東京相互タクシー運転手：古谷敏（2役）
- レストランの客：岡部正、オスマン・ユセフ、佐藤功一、佐渡絹代、中野トシ子
- レストランのボーイ：今井和雄、岡豊
- パラダイスホテル休憩室の従業員：谷和子、毛利幸子
- 須山造船作業員：安芸津広、田辺和佳子
- 駅の男・東京相互タクシー運転手：大川時生（2役）
- 駅の男・電車の乗客：権藤幸彦（2役）
- 駅の女：江島和子
- 駅の女・パラダイスホテル休憩室の従業員：高野文子（2役）

### スタッフ
- 製作：藤本真澄[2]
- 脚本：松山善三[2]
- 音楽：広瀬健次郎[2]
- 撮影：宇野晋作[2]
- 美術：育野重一[2]
- 録音：伴利也[2]
- 照明：大野晨一[2]
- 編集：武田うめ[3]
- 監督助手：渡辺邦彦[2]
- 製作担当者：山田順彦[3]
- 整音：下永尚[3]
- 合成：三瓶一信[3]
- スチール：秦大三[3]
- 監督：本多猪四郎[3]

### 主題歌・挿入歌
- 主題歌 「お嫁においで」 加山雄三[3]
- 挿入歌 「俺は海の子」 加山雄三[3]、「夜空を仰いで」 加山雄三[3]

## カバー
- 槇原敬之「60 CANDLES」
- 福山雅治「「福山エンヂニヤリング」サウンドトラック The Golden Oldies」